# Arroyo Grande Valley AVA
Arroyo Grande Valley AVA (anerkannt seit dem 4. Januar 1990) ist ein Weinbaugebiet im US-Bundesstaat Kalifornien. Das Gebiet liegt in dem Verwaltungsgebiet San Luis Obispo County, südöstlich der Stadt San Luis Obispo. Das Weinbaugebiet ist Teil der übergeordneten Central Coast AVA und grenzt an die Edna Valley AVA. Das fast 26 km lange Tal profitiert von einer ost-westlichen Ausrichtung. Dadurch können die kühlenden Nebel und Meeresbrisen des Pazifischen Ozeans mäßigend auf das Klima einwirken. In den küstenfernen Bereichen nahe dem Lopez Lake gedeihen die Sorten Zinfandel, Petite Sirah sowie einige aus dem Rhônetal bekannte Sorten. Unter dem Einfluss des Nebels gedeihen im küstennahen Bereich die frühreifenden Chardonnay und Pinot Noir.